# Walter Gernsheim
Walter Gernsheim (geboren 30. November 1909 in München; gestorben 20. November 2006 in Florenz) war ein deutsch-britischer Kunsthistoriker.

## Leben
Walter Gernsheim war der zweite Sohn des Münchener Bibliothekars Karl Theodor Gernsheim und der Hermine Scholz. Sein jüngerer Bruder Helmut Gernsheim wurde Fotograf und Fotografiehistoriker.
Gernsheim machte 1928 Abitur am Wilhelmsgymnasium München und studierte dann Kunstgeschichte, Archäologie und Slawistik an der Münchener Universität. Er wurde 1934 bei Wilhelm Pinder mit einer Dissertation über die Buchmalerei der Reichenau promoviert. Gernsheim wurde rassistisch verfolgt und emigrierte mit seinem jüngeren Bruder nach England. Nach Ausbruch des Zweiten Weltkriegs wurde Gernsheim als Enemy Alien auf der Isle of Man für drei Jahre interniert.
Als Kunsthändler betrieb er in London eine Galerie für Altmeisterzeichnungen. Gernsheim schuf 1937 das Gernsheim Corpus of Drawings, auch bekannt als Corpus Photographicum of Drawings, das eine fotografische Dokumentation der zumeist unpublizierten Zeichnungsbestände in Museen und Privatsammlungen bieten soll. Dafür führte er selbst Fotokampagnen durch, die ab 1954 seine spätere zweite Ehefrau, die Kunsthistorikerin Jutta Lauke Gernsheim (1921–2015), übernahm.
Im Jahre 2002 schenkten Walter und Jutta Gernsheim der Bibliotheca Hertziana das vollständige Corpus Photographicum of Drawings und später auch das vollständige Negativarchiv und die Fotografenrechte. Im Jahr 2013 umfasste die Sammlung 195.000 Objekte aus öffentlichen und privaten Sammlungen aus aller Welt.

## Schriften
- Die Buchmalerei der Reichenau. München : Rischmöller & Meyn, 1934. Dissertation. München 1934
- Hero und Leander. Übersetzung aus dem Altgriechisch des Musaios von Walter Gernsheim. Dettelbach: Röll, 2009